# Gerard Williams
Gerard Williams (Old Road Town, San Cristóbal y Nieves, 4 de junio de 1988) es un futbolista de San Cristóbal y Nieves que juega en las posiciones de defensa central y centrocampista; y que actualmente milita en el TRAU FC de la I-League.

## Carrera

### Club
| Periodo   | Club           |
| --------- | -------------- |
| 2006-2007 | Old Road Jets  |
| 2007-2009 | Sunderland AFC |
| 2009–2018 | W Connection   |
| 2018–2019 | Cayon Rockets  |
| 2019–2020 | TRAU FC        |
| 2020–2021 | Cayon Rockets  |
| 2021–     | TRAU FC        |

### Selección nacional
Debutó con San Cristóbal y Nieves el 20 de octubre de 2006 en un partido amistoso ante Barbados. Su primer gol con la selección nacional lo anotó en 2008 ante Belice en la clasificación de Concacaf para la Copa Mundial de Fútbol de 2010.

## Logros
- TT Pro League: 2018, 2011–12,[5] 2013–14
- Charity Shield de Trinidad y Tobago: 2012,[6] 2015, 2018
- Campeonato de Clubes de la CFU: 2006, 2009

## Estadísticas

### Goles con selección nacional
| n.º | Fecha     | Sede                                                             | Partido | Rival             | Marcador | Resultado | Torneo                                                                        | Ref.  |
| --- | --------- | ---------------------------------------------------------------- | ------- | ----------------- | -------- | --------- | ----------------------------------------------------------------------------- | ----- |
| 1.  | 6-2-2008  | Estadio Doroteo Guamuch Flores, Ciudad de Guatemala, Guatemala   | 6       | Belice            | 1–1      | 1–3       | Clasificación para la Copa Mundial de Fútbol de 2010 – CONCACAF primera ronda | [ 7 ] |
| 2.  | 12-7-2009 | Warner Park Sporting Complex, Basseterre, San Cristóbal y Nieves | 11      | Trinidad y Tobago | 2–2      | 2–3       | Amistoso                                                                      | [ 8 ] |